# Michael Vogel
Michael Patrick Vogel (* 3. August 1967 in Düsseldorf) ist Professor für Entrepreneurship Education an der Hochschule Bremerhaven, Ars-legendi-Preisträger und Träger des Bundesverdienstkreuzes.

## Leben
Vogel studierte von 1988 bis 1993 an der Universität Freiburg (Schweiz) Betriebswirtschaftslehre und schloss das Studium mit dem Lizentiat (lic. rer. pol.) ab. Während des Studiums war er 1990–1991 Vorstandsmitglied von AIESEC Schweiz und 1992 Manager der AIESEC-Delegation an der UNO-Konferenz für Umwelt und Entwicklung (UNCED) in Rio de Janeiro. 1993/94 studierte er am University College London (Großbritannien) und erwarb den Master in Science in Umwelt- und Ressourcenökonomik. 1997 wurde er an der Universität Kiel mit einer theoretischen Arbeit über den Zusammenhang von Wirtschaftswachstum und Umweltqualität (Environmental Kuznets Curves) in Volkswirtschaftslehre mit summa cum laude promoviert.
Von 1998 bis 1999 war er Strategieberater bei Arkwright Management Consultants. Von 1999 bis 2000 war er Referent im Bereich Unternehmensentwicklung der TUI Group. In den Jahren 2001 und 2002 leitete er das Koordinierungsbüro für die Integration der Tourismuskonzerne Thomson Travel Group und TUI. 2002 und 2003 war er bei Nouvelles Frontières in Paris als Projektleiter für die Gründung von TUI France tätig.
Seit 2003 ist er an der Hochschule Bremerhaven tätig, erst als Professor für Tourismusmanagement und Betriebswirtschaftslehre und seit 2018 als Professor für Entrepreneurship Education. Von 2003 bis 2013 leitete er den Studiengang "Cruise Tourism Management". 2008 erhielt er zusammen mit Joachim Winter von der Ludwig-Maximilians-Universität München den Ars legendi-Preis für exzellente Hochschullehre. 2009 initiierte Vogel das Bremer Straßenmagazin Zeitschrift der Straße als Lernprojekt für Studierende und Sozialprojekt für Bedürftige, das er bis 2019 ehrenamtlich leitete. 2014 wurde Vogel für seine Hochschulforschung am Institute of Education der University of London zum Doctor of Education promoviert. 2018 gründete er den Bachelorstudiengang "Gründung, Innovation, Führung" als ersten Entrepreneurship-Studiengang nach dem finnischen Team-Academy-Modell im deutschen Sprachraum.

## Auszeichnungen
- 1998: Erich Schneider Gedächtnispreis des Instituts für Theoretische Volkswirtschaftslehre, Universität Kiel
- 1998: Preis der Universität Kiel für die beste wirtschaftswissenschaftliche Dissertation
- 2006: Sonderpreis der Willy Scharnow-Stiftung für Touristik
- 2006: Auszeichnung des von Vogel geleiteten Tourismusstudienganges durch den Stifterverband für die Deutsche Wissenschaft
- 2008: Ars legendi-Preis für exzellente Hochschullehre
- 2009: Teaching Award der Hochschule Bremerhaven
- 2011: Fellowship der Royal Society of Arts in Großbritannien
- 2012: Bremer Bürgerpreis[2]
- 2014: Auszeichnung der Zeitschrift der Straße als Projekt der Hochschule Bremerhaven durch den Stifterverband für die Deutsche Wissenschaft[3]
- 2017: Senior Fellowship für Innovationen in der Hochschullehre, verliehen durch den Stifterverband für die Deutsche Wissenschaft[4]
- 2017: Deutscher Bürgerpreis für die Zeitschrift der Straße
- 2020: Bremer Landeslehrpreis für den von Vogel gegründeten und geleiteten Entrepreneurship-Studiengang[5]
- 2021: Bundesverdienstkreuz am Bande[6]